# Celínka
Celínka je dívčí román z pera české spisovatelky Elišky Krásnohorské z roku 1901, v němž povrchní macecha, paní Lipecká ze Svojetína, utiskuje svoji nevlastní dceru Florlu ve prospěch své vlastní rozmazlované dcery Celínky. Pokračováním tohoto románu je kniha Celínčino štěstí.

## Děj
Román se odehrává v Praze a lze ho obsahově rozdělit na tři části. V úvodní části je přiblížen osud malé holčičky Florly Olbramové, jejíž otec je již mrtev a jejíž matka nemocná na souchotiny již očekává brzký konec. Dvouleté děvčátko Florla svou roztomilostí uhrane paní Lipeckou z protějšího domu, jež se marně již mnoho let snaží se svým manželem, bohatým obchodníkem, počít dítě. O přízeň Florly a její matky se současně snaží dobrosrdečná paní Plavcová, jejíž vlastní životní osud není zcela šťastný — její manžel ji po několika letech manželství okradl o její úspory a utekl s jinou do ciziny. Psychicky i fyzicky sešlá paní Plavcová poté žije u své tety, která jednoho dne umírá na infarkt a jejíž pozůstalost si rychle rozeberou její hamižní příbuzní.
Láska paní Plavcové k malé Florle není její matce neznámá a tak jí přislíbí, že si může po její smrti vzít Florlu do opatrovnictví a být jí novou matkou. K veliké hrůze paní Plavcové je však Florla nakonec dána do péče rodině Lipeckých, kteří jsou schopni Florlu finančně zajistit. Paní Lipecká je roztomilostí Florlinou okouzlena a tak ji adoptuje a to i s podmínkou, kterou si vymohl Florlin poručník pan Fraška, že bude mít Florla věno 40 000 zlatých. Počáteční příjemný život maličké Florly se však u Lipeckých zásadně mění ve chvíli, kdy se Lipeckým narodí jejich vysněná dceruška, Celínka. Od té doby se vše točí jen kolem Celínky a její povrchní matka se snaží ze všech sil, aby z Celínky vychovala rozmazlené dítě.
Celá druhá, a nejdelší, část románu popisuje dospívání obou dívek až do věku, kdy Florla dosáhne dvaceti let. Florla je celou dobu tichá, pilná, snáší šikanu svých rodičů, má zakázáno se přílišně vzdělávat, aby nebyla lepší než Celínka. Alespoň Celínka k Florle tíhne sesterskou, ač celkem sobeckou, láskou a čas od času propadne v beznaděj, když si připustí, že Florla je skutečně ve všem lepší než ona. Celínka není ochotná a schopná udržet pozornost a učit se všemu, k čemu jí její matka najde učitele, jako je zpěv, hra na piano a na housle, malování, umělecký přednes atd. Florla je adoptivním rodičům čím dál větším trnem v oku hlavně proto, že jí přislíbený obnos 40 000 zlatých by raději dali jako věno pro Celínku, a tak musí Florla snášet od matky další ponižování. Všichni známí a příbuzní po celou dobu pochlebují paní Lipecké a chválí Celínku — ať už proto, aby se paní Lipecké zavděčili, nebo proto, že by jim přestala platit za jejich vyučování a našla by si za ně náhradu.
Ke konci knihy se Florla dozví, že je sirotek, když náhodou najde hrob svých rodičů na Olšanských hřbitovech. Paní Plavcová jí pak předá dopis, který Florle věnovala její matka těsně před smrtí. Celý román nekončí happy endem. Právě zplnoletněná Florla se totiž rozhodne kvůli Celínce vzdát své lásky, mladíka Odona, který její lásku opětuje, a v horečce ujíždí do pohraničí za svojí dlouholetou kamarádkou, aby se odtamtud vydala do zahraničí a hledala štěstí tam. Před odjezdem navíc věnuje svoje tučné věno svému pěstounovi, panu Lipeckému, aby umořila jeho dluhy, které má kvůli financování Celínčiných rozmarů. Místo vděku vezmou Lipecčtí toto Florlino vstřícné gesto za samozřejmost a nápravu křivdy, které se na nich měla dopustit.

## Ukázky
- Na počátku je to především nadšená paní Lipecká, která si chce mladičkou Florlu i přes tučný peněžní obnos osvojit:

Jako děcko, jemuž někdo bere hračku, rozvášnila se paní Lipecká; Florla u ní stoupla nesmírně v ceně, láska její k dítěti tomu vzplanula v náruživost neústupnou a výbojnou. Den co den vyjednávala se svým chotěm a s chytrým, opatrným poručníkem Florliným; když pak se paní Plavcová vrátila, zvěděla výsledek netušeného toho vyjednávání: manželé Lipečtí ze Svojetína byli hotovi upsat Florle čtyřicet tisíc zlatých vlastnictví a přijmout ji navždy k sobě i s výhradou, od které matka její neupustila, že totiž Florla podrží jméno otce svého Olbrama.
Celínka, str. 45
- Je to však opět paní Lipecká, která na Florlu později nejvíc nevraží. Velmi silně je to vidět v pasáži, kdy Florla vážně onemocní a macecha Lipecká se modlí za to, aby Florla umřela a jí slíbené věno připadlo Celínce:

Modlitba plynula jí z duše podivně zřetelnými výrazy, jako neslyšitelná obhajovací řeč před neviditelným soudem: „Bože všemohoucí, vyvolils Florlu za oběť; odpusť, že přijímám tvou sudbu vděčně jako milost! Vládneš mým srdcem; netrestej mě za cit, který se v něm ozývá. Buď veleben a chválen, že se obětí Florlina života vrátí štěstí do domu mého a že bude napraveno, čím jsem se kvůli Florle provinila na vlastní dceři své. Tvá vůle jest, aby Florla odešla z cesty naší. Vezmi ji k sobě, Pane! Zkrať její utrpení, dej, ať usne tiše, bez zápasu!“ A více se již modlit nedovedla než prosbou stále opakovanou: „Vezmi ji k sobě!“ Tak volala na Florlu smrt – a přec myslila, že kruté, černé její přání jest modlitbou.
Celínka, str. 121
- Při dosažení plnoletosti Florla přenechává smluvené věno panu Lipeckému a odchází od pěstounů. Ti nejsou schopni projevit sebemenší náznak sebereflexe a arogantně přijímají celý obnos s chladnou samozřejmostí:

Když Celínka, udivena Florliným velkým darem, ve svém pokoji se zeptala matky, co asi znamená Florlino počínání, řekla jí paní Lipecká: „Florla, dušinko, učinila jen svou povinnost. Ten člověk, totiž Fraška, oněch čtyřicet tisíc pro Florlu na nás chytře vynutil; vidělas, jak byl zdrcen, že mu to Florla zkazila. Jest přirozeno, že se styděla zadržet pro sebe tolik našeho majetku, vědouc, že tatínek je v tísni. Však víš, jak šetří na tobě.“
Celínka, str. 229